# Dave Askew
Dave Askew (Redhill (Surrey), 3 april 1963) is een Engelse darter die uitkomt in de rangen van de Professional Darts Corporation.
In 1989 maakte Diamond Dave zijn tv-debuut, niettemin duurde het tot 1994 alvorens hij debuteerde op de Embassy, het officieuze wereldkampioenschap van de British Darts Organisation. Midden jaren 90 stapte de Engelsman over naar de rivaliserende PDC, waar hij twee jaar achtereen halvefinalist was op het Ladbrokes World Darts Championship. Zowel in 2001 als 2002 verloor hij kansloos van de latere wereldkampioen Phil Taylor (beide malen 6-0). Tegen de verwachting in heeft hij zijn potentieel nadien nooit meer geëvenaard; zo sneuvelde Askew in de periode 2003-2005 driemaal achtereen in de 1e ronde van het Ladbrokes World Darts Championship.

## Resultaten op Wereldkampioenschappen

### BDO
- 1994: Laatste 32 (verloren van Ian Sarfas met 0-3)
- 1995: Laatste 16 (verloren van Raymond van Barneveld met 0-3)

### WDF
- 1993: Laatste 16 (verloren van Martin Phillips met 3-4)

### PDC
- 2001: Halve finale (verloren van Phil Taylor met 0-6)
- 2002: Halve finale (verloren van Phil Taylor met 0-6)
- 2003: Laatste 16 (verloren van Roland Scholten met 0-5)
- 2004: Laatste 32 (verloren van Keith Deller met 3-4)
- 2005: Laatste 32 (verloren van Chris Mason met 3-4)
- 2006: Laatste 64 (verloren van Gerry Convery met 0-3)
- 2007: Laatste 16 (verloren van Alan Tabern met 3-4)
- 2008: Laatste 64 (verloren van Adrian Lewis met 1-3)

## Resultaten op de World Matchplay
- 2000: Laatste 32 (verloren van Denis Ovens met 3-10)
- 2001: Laatste 16 (verloren van Cliff Lazarenko met 9-13)
- 2002: Laatste 16 (verloren van Bob Anderson met 9-13)
- 2003: Laatste 32 (verloren van Mark Dudbridge met 7-10)
- 2004: Laatste 32 (verloren van Jamie Harvey met 7-10)
- 2005: Laatste 16 (verloren van Ronnie Baxter met 6-13)
- 2006: Laatste 32 (verloren van Mark Walsh met 8-10)